# Зальцбургский параллелепипед

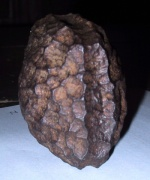
Зальцбургский параллелепипед

За́льцбургский параллелепи́пед (Salzburg Cube или Wolfsegg Iron) — один из «палеоартефактов».
Хранится в Heimathaus Museum в Фёклабруке (Австрия).

## История
7 июня 1886 года на заседании одной из секций естественно-исторического общества Рейнской области и Вестфалии:

д-р Гурльт представил собранию странный железный метеорит, так называемый голосидерит, который находился в третичном буром угле. Этот метеорит является собственностью музея Каролины Августы в Зальцбурге и был подарен ему сыновьями г-на Исидора Брауна (Шендорф, близ Феклабрука в Верхней Австрии). Его случайно обнаружил один рабочий в «день Всех Святых» (1 ноября) 1885 года на фабрике фирмы (Брауна), когда, по его словам, расколол для сжигания кусок твёрдого бурого угля, добытого в Вольфзегге. Голосидерит имеет почти квадратное сечение и похож на куб, у которого две противоположные грани, напоминающие подушки, сильно скруглены, а остальные четыре грани благодаря этому скруглению заужены и имеют по всей длине глубокую борозду.
Все без исключения грани и борозда покрыты столь характерными для метеоритного железа чашечками, или регмаглиптами, и тонкой сморщенной плёнкой окиси. Максимальная высота голосидерита — 67 мм, максимальная ширина — 62 мм и максимальная толщина — 47 мм, он весит 785 грамм, имеет удельный вес 7,7566, твёрдость стали и содержит, кроме химически связанного углерода, ничтожный процент никеля, но количественный анализ ещё не проводился. На небольшой полированной поверхности, протравленной азотной кислотой, Видманштеттеновы фигуры, типичные для метеоритного железа, не обнаруживаются.

Доктор Гурльт не сомневался в метеоритной природе загадочного образования, хотя и отмечал, что форма его слишком правильна для предмета естественного происхождения. Он пытался объяснить такую правильность условиями полёта через атмосферу, но его объяснения носили слишком приблизительный характер. Настораживала сторонников метеоритной гипотезы и высокая твёрдость, и отсутствие фигур Видманштеттена — узора в виде переплетающихся линий. Некоторые метеориты, например атакситы, этих линий не имеют, но атакситы содержат много никеля — до 30 %. Это явно не согласуется с химическим составом находки.
В 1919 году Чарльз Форт, известный собиратель непонятных предметов, впервые выдвинул предположение об инопланетном происхождении «параллелепипеда». Той же точки зрения придерживался Моррис К. Джесуп.

## Современные исследования
В 1966—1967 годах в Музее естествознания Вены провели количественный анализ поверхностных слоёв артефакта методом электронно-лучевого микроанализа. В составе поверхности объекта не нашли следов никеля, хрома или кобальта, а также серы, из-за чего серьёзно пошатнулась гипотеза метеоритного происхождения объекта, а также гипотеза отношения объекта к пиритам — на основе отсутствия серы. Сотрудник музея доктор Геро Курат (нем. Gero Kurat) и доктор Рудольф Грилл (Rudolf Grill; Geologische Bundesanstalt — государственное агентство геологии) установили, что предмет, скорее всего, является противовесом в старой шахтёрской лебёдке и был выплавлен с использованием технологии литья по выплавляемым моделям.
Существует легенда, что подлинный «параллелепипед» утерян в 1910 году и заменён копией. На самом деле в настоящее время копия параллелепипеда содержится в нем. Oberösterreichischen Landesmuseen в Линце (Австрия), где она выставлялась с 1950 по 1958 год, а исходный объект хранится в Heimathaus Museum в Фёклабруке (Австрия).